# Mur sinueux

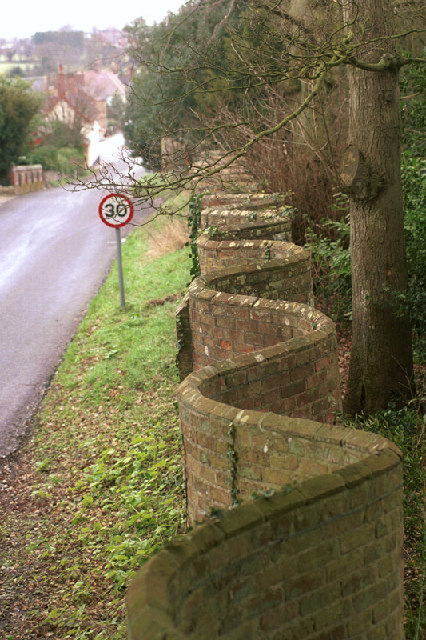
Mur sinueux à Bramfield (Suffolk).

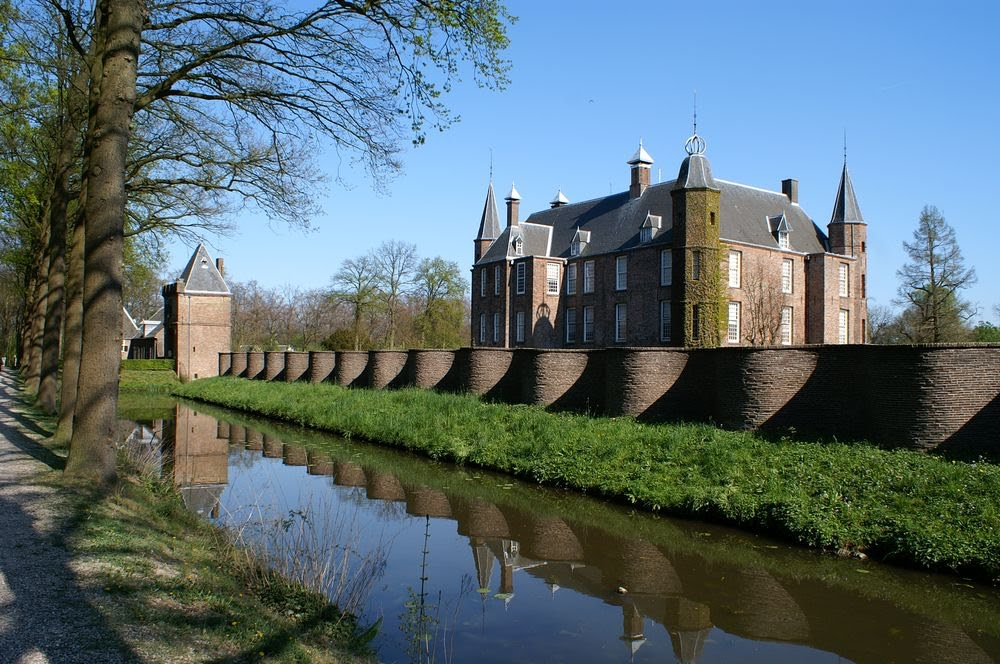
Mur sinueux devant le château de Zuylen à Oud-Zuilen (Pays-Bas).

Un mur sinueux, aussi appelé mur crinkle crankle, mur serpentant, mur ondulé ou encore mur sinusoïdal, est une structure atypique de construction de mur d'enceinte, de forme sinusoïdale. Ce type de murs est originaire de l'ancienne Égypte, et se retrouve encore aujourd'hui assez fréquemment dans le Suffolk, en Angleterre.
L'objectif de cette forme est de mieux résister aux vents forts latéraux, permettant sur ces portions de murs des fondations moins profondes ou des épaisseurs plus fines.

## Désignation
Le mot anglais crinkle-cranckle est une allitération doublée d'un redoublement signifiant mot à mot « tourné-froissé ». Cette locution est attestée dès 1598 pour désigner quelque chose avec des virages et des tournants.
Le mot néerlandais slangenmuur est quant à lui fondé sur le mot « serpent ». Il est importé en Angleterre par les ingénieurs néerlandais ayant participé à l'assèchement des marais du Fenland.

## Histoire
La cité antique égyptienne d'Aten comporte une grande quantité de murs sinueux datant du règne d'Amenhotep III, (-1386, -1353), il y a 3 400 ans. D'autres exemples ont pu être découverts non loin de là, à Thèbes ou à Tell el-Retaba.
Aux Pays-Bas, les murs sinueux sont aussi utilisés pour emmagasiner la chaleur du Soleil et casser les vents violents, deux caractéristiques très utiles pour les arbres fruitiers. Les murs sinueux sont parfois surnommés les murs à abricotiers. Ils sont principalement orientés d'est en ouest, avec la face sud éclairée et les arbres dans les courbes,. 
Au milieu des années 1600, les marais de la région The Fens, à l'est de l’Angleterre, sont asséchés par des ingénieurs néerlandais. On leur doit les premiers murs de cette région, sous la désignation de (nl) slangenmuur. Dans cette région riche en vergers, ils importent les murs déjà connus dans leur pays. Aujourd'hui, le Suffolk revendique une cinquantaine de murs sinueux, tandis que le reste de l’Angleterre en compte environ la moitié. Le mur d'enceinte du manoir de l'église All saints d'Easton (Suffolk) est le plus long mur sinueux d'Angleterre,.
Au cours des guerres napoléoniennes, des soldats exilés du royaume de Hanovre s'installent à Lymington et y construisent notamment un mur sinueux le long de leur propriété. Ce mur est toujours debout aujourd'hui.

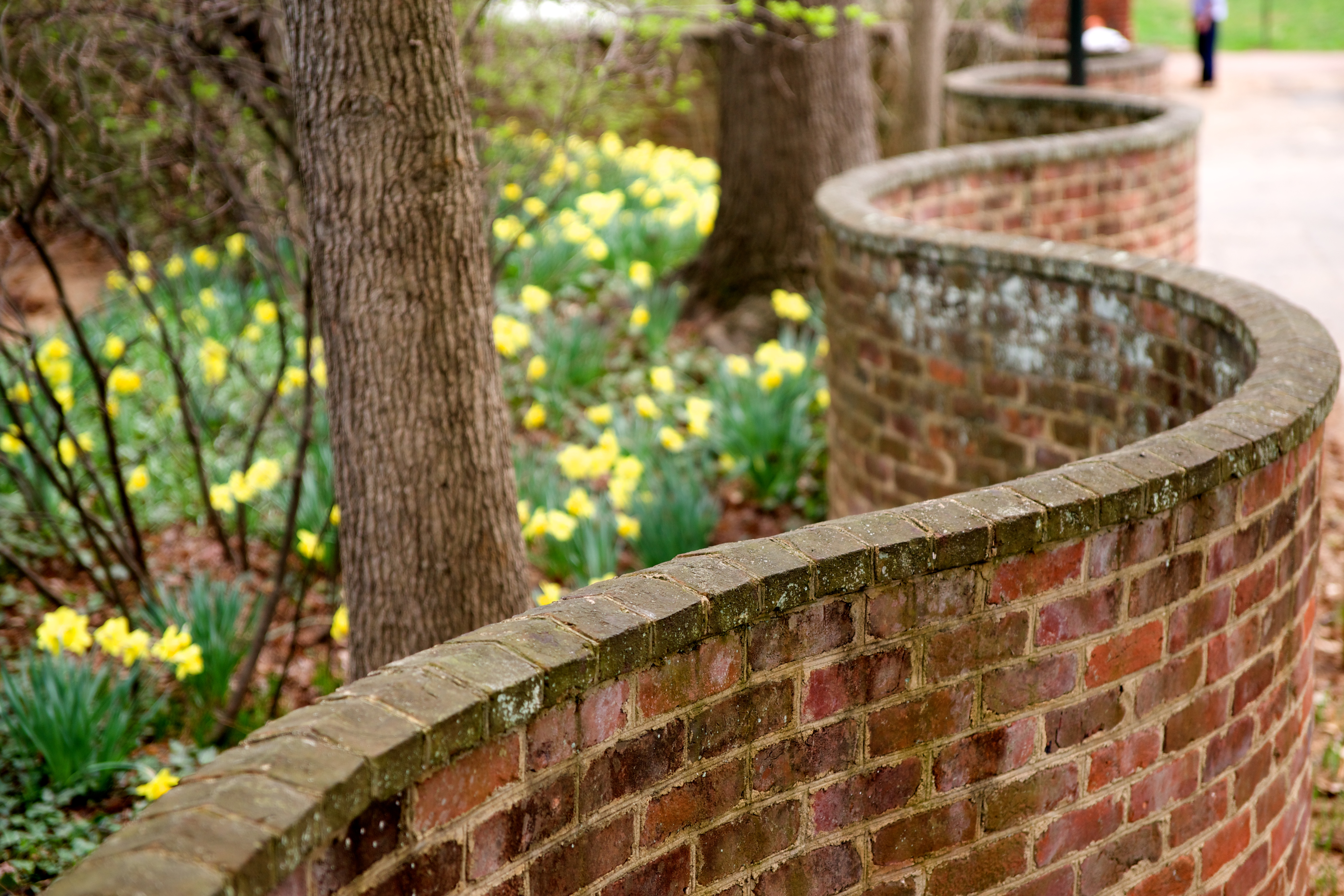
Mur sinueux à l'université de Virginie.

Aux États-Unis, les murs des pavillons de l'université de Virginie sont des murs sinueux. En effet, lorsque Thomas Jefferson dessine les plans de cette université, il incorpore des murs sinueux pour séparer les jardins des pavillons situés de part et d'autre de la rotonde. Les autorités locales lui en attribuent l'invention, mais Jefferson a adapté le style anglais bien connu. L'université conserve aujourd'hui un document de sa main calculant comment combiner l'utile et l'esthétique.

## Variantes
Aux Pays-bas, où ce type de construction est utilisé pour protéger les arbres fruitiers, on différencie différentes formes de murs. Outre les murs sinusoïdaux tels que décrits, certains murs n'ont pas de courbes des deux côtés. Des piliers sont reliés par des murs arrondis, comme un pendule. On trouve également des murs aux formes rectangulaires ou aux angles cassés, comme des retranchements, dans lesquels les arbres sont abrités.

## Galerie

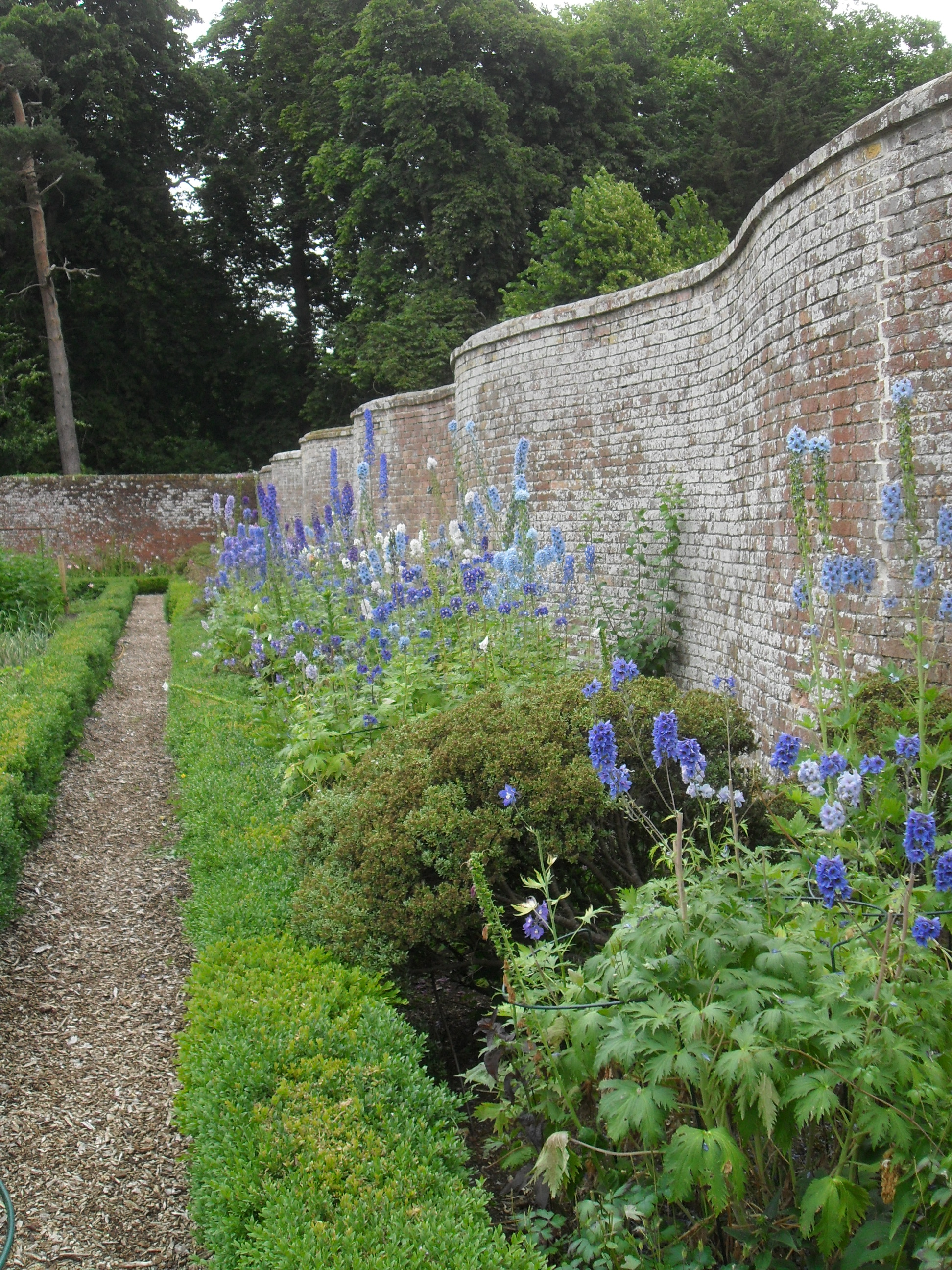
Mur sinueux.
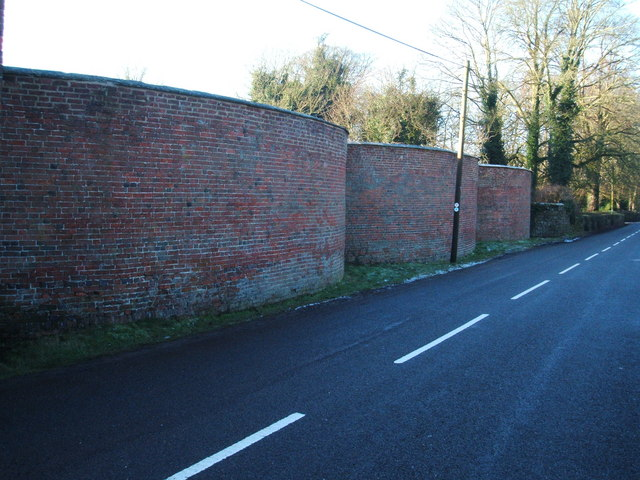
Mur pendulaire.
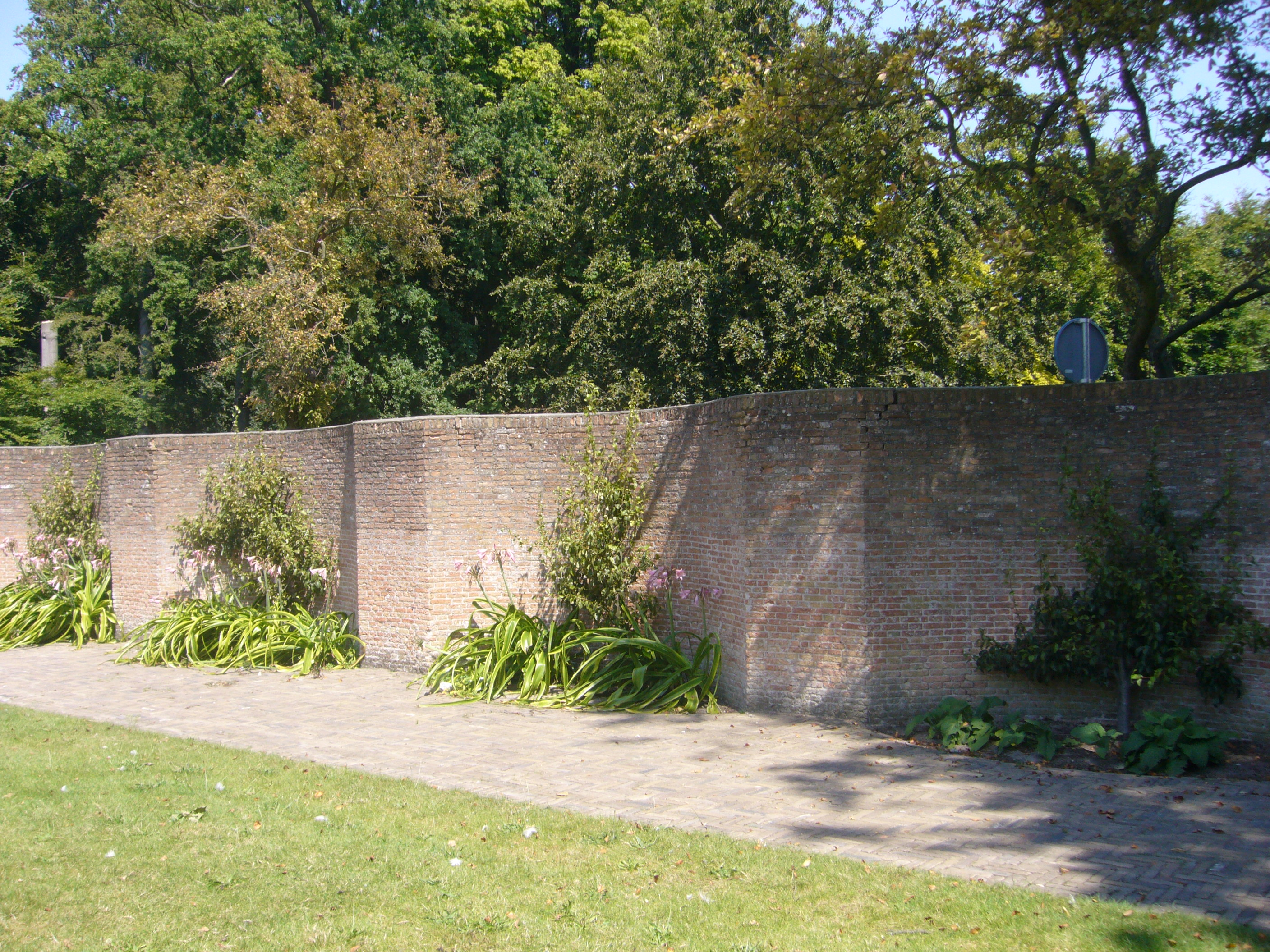
Mur aux angles cassés.
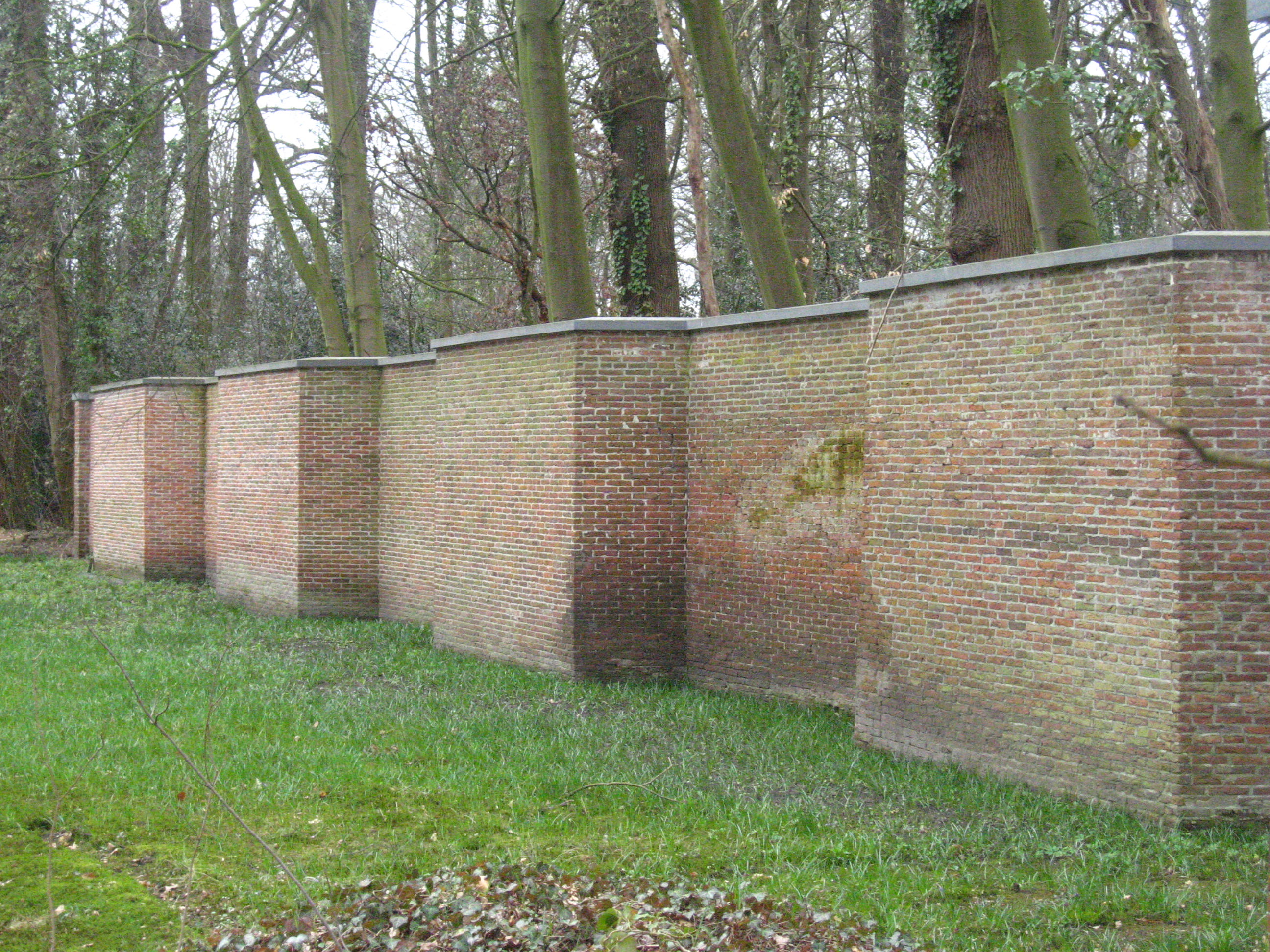
Mur de retranchement.
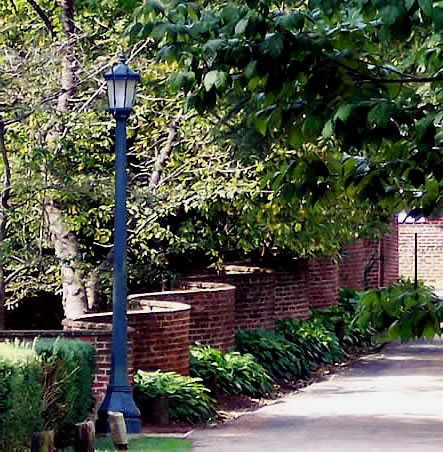
Mur de l'université de Virginie.